# My Little Pony: Equestria Girls
My Little Pony: Equestria Girls is een Amerikaanse animatiefilm uit 2013. De film werd geregisseerd door Jayson Thiessen, die ook meeschreef aan het script en als producer optrad.

## Rolverdeling
- Tara Strong als Twilight Sparkle
- Ashleigh Ball als Applejack en Rainbow Dash
- Andrea Libman als Pinkie Pie en Fluttershy
- Tabitha St. Germain als Rarity, Princess/Vice Principal Luna, en Mrs. Cake
- Cathy Welseluck als Spike
- Rebecca Shoichet als Sunset Shimmer
- Lee Tockar als Snips
- Richard Ian Cox als Snails
- Nicole Oliver als Princess/Principal Celestia en Miss Cheerilee
- Vincent Tong als Flash Sentry
- Britt McKillip als Princess Cadance
- Peter New als Big McIntosh
- Michelle Creber als Apple Bloom
- Madeleine Peters als Scootaloo
- Claire Corlett als Sweetie Belle
- Kathleen Barr als Trixie

## Nederlandstalige nasynchronisatie
- Merel Burmeister als Twilight Sparkle
- Tineke Blok als Sunset Shimmer
- Meghna Kumar als Applejack
- Karina Mertens als Rainbow Dash
- Melise de Winter als Pinkie Pie
- Lizemijn Libgott als Fluttershy
- Donna Vrijhof als Rarity en Princess/Principal Celestia
- Marjolein Algera als Princess/Vice Principal Luna
- Cynthia de Graaff als Spike
- Thijs van Aken als Snips
- Ewout Eggink als Snails
- Jannemien Cnossen als Miss Cheerilee en Sweetie Belle
- Nicoline van Doorn als Princess Cadance
- Wiebe-Pier Cnossen als Big McIntosh
- Mieke Laureys als Apple Bloom
- Edna Kalb als Scootaloo
- Nine Meijer als Trixie